# Pascal Schoofs
Pascal Schoofs (* 31. März 1988 in Esslingen am Neckar) ist ein ehemaliger deutscher Eishockeyspieler, der über viele Jahre beim SC Bietigheim-Bissingen in der 2. Bundesliga unter Vertrag stand. Sein Bruder Rene war ebenfalls Eishockeyspieler.

## Karriere
Pascal Schoofs begann seine Karriere als Eishockeyspieler in der Nachwuchsabteilung des SC Bietigheim-Bissingen, für den er in der Saison 2005/06 in der Deutschen Nachwuchsliga aktiv war. Ab der Saison 2006/07 spielte der Verteidiger regelmäßig für die Profimannschaft des Vereins in der 2. Bundesliga. Sein größter Erfolg mit der Mannschaft war der Gewinn der Zweitligameisterschaft in der Saison 2008/09. Von 2007 bis 2009 lief er parallel für den Stuttgarter EC in der viertklassigen Regionalliga auf.
Zwischen 2012 und 2014 gehörte Schoofs zum Kader der Löwen Frankfurt in der Eishockey-Oberliga. Seine letzte Station waren die EHC Eisbären Heilbronn.

## Erfolge und Auszeichnungen
- 2009 Meister der 2. Bundesliga mit dem SC Bietigheim-Bissingen

## 2. Bundesliga-Statistik
(Stand: Ende der Saison 2014/15)